# Synodus sageneus
Synodus sageneus är en fiskart som beskrevs av Waite, 1905. Synodus sageneus ingår i släktet Synodus och familjen Synodontidae. Inga underarter finns listade i Catalogue of Life.